# Ticstoornis
Een ticstoornis is een neurologische of psychische aandoening die het optreden van tics als belangrijkste kenmerk hebben. Dit zijn spontane, reflexachtige bewegingen of vocale uitingen.
In het Diagnostic and Statistical Manual of Mental Disorders IV waren ticstoornissen ingedeeld bij de ontwikkelingsstoornissen. Het handboek onderscheidt de volgende ticstoornissen:
- Chronische motorische of vocale ticstoornis
- Syndroom van Gilles de la Tourette
- Ticstoornis niet anderszins omschreven (restgroep)

Het ICD-10 beschrijft ook de passagère ticstoornis, waarbij de tics minder dan een jaar aanwezig zijn.